# Alphonse Camille Terroir
Alphonse Camille Terroir, né le 12 novembre 1875 à Marly et mort à Paris le 13 octobre 1955, est un sculpteur français.

## Biographie
Alphonse Camille Terroir entre en 1893 à l'École des beaux-arts de Paris où il est présenté par Laurent Marqueste et Jules Cavelier. Il y sera l'élève de Louis-Ernest Barrias et Jules Coutan.
Il est lauréat d'un deuxième second prix de Rome en 1898, et d'un premier grand prix de Rome en 1902 avec Ulysse naufragé, jette au loin dans la mer l'écharpe de la déesse (Paris, École nationale supérieure des beaux-arts),. Il devient alors pensionnaire de la villa Médicis à Rome de 1902 à 1906.
Il reçoit la médaille d'honneur au Salon des artistes français de 1929. Il est nommé Rosati d'honneur en 1931[réf. nécessaire].
Alphonse Camille Terroir est nommé professeur de modelage à l'École des beaux-arts en 1934.
Pierre-Victor Dautel, grand prix de Rome en gravure, réalise son portrait sur une médaille en 1907. Une rue et un collège portent son nom à Marly.

## Œuvres dans les collections publiques
- Combourg : Monument à Chateaubriand, 1930, granite Combourg[11].
- Denain : Musée d'Archéologie et d'Histoire Locale, Ramasseur de foin, v.1905, bronze.
- Paris :
  - École nationale supérieure des beaux-arts :
    - Ulysse naufragé, jette au loin dans la mer l'écharpe de la déesse, 1902, plâtre[12] ;
    - Niobide blessé, 1904, marbre, envoi de Rome[13].

  - Panthéon : À Diderot et aux Encyclopédistes, 1913, groupe en pierre[14],[15].
- Valenciennes :
  - avenue Dampierre : Monument à l'abbé Augustin Delbecque, 1924, gisant en bronze[16].
  - musée des beaux-arts :
    - Ambroise Paré (1517-1590), 1938, médaillon en plâtre[17] ;
    - Léonard de Vinci (1452-1519), 1938, médaillon en plâtre[18] ;
    - Paracelse brûle les ouvrages de Galien et Avicenne, 1938, médaillon en plâtre[19] ;
    - Rabelais à l'Université de Montpellier, 1938, médaillon en plâtre[20] ;
    - La Renaissance, 1938, médaillon en plâtre[21].
- Vitry-le-François : La Conception "Adam et Eve", 1907, marbre, exposé dans le jardin de l'Hôtel de ville [22].
- Localisation inconnue : Aymé Kunc, après 1902, buste en bronze. Aymé Kunc, grand prix de Rome en musique en 1902, était pensionnaire à la villa Médicis avec Terroir[23].